# 石狩追分駅
石狩追分駅（いしかりおいわけえき）は、かつて北海道雨竜郡雨竜町満寿にあった日本国有鉄道（国鉄）札沼線の駅（廃駅）である。事務管理コードは▲120209。

## 歴史
- 1931年（昭和6年）10月10日 - 札沼北線石狩沼田 - 中徳富（初代、現在の新十津川）間開通により開業[3]。一般駅[1]。
- 1943年（昭和18年）10月1日 - 太平洋戦争激化により石狩月形 - 当駅間が不要不急線として休止となり、当駅は終着駅となる[1]。
- 1944年（昭和19年）7月21日 - 当駅 - 石狩沼田間休止にともない休止[1]。
- 1956年（昭和31年）11月16日 - 雨竜 - 石狩沼田間復活により駅が復活[1]。札沼線が全線復旧。
- 1972年（昭和47年）6月19日 - 札沼線新十津川 - 石狩沼田間廃止に伴い廃駅となる[1]。

### 駅名の由来
当駅付近が昔から石狩国と天塩国の交通上重要な分岐点（追分）であったことに由来する。旧国名の「石狩」を冠したのは、当駅の開業時すでに道内に同名の駅が存在していたためである。

## 駅構造
駅舎は札幌に向かって左手の東側に設置され、駅裏側利用の島状の単式ホーム1面1線と、駅舎とホームの間に貨物積卸線を1本有していたが、貨物ホームは設置されていなかった。また、両端の分岐器は貨物積卸線側に開いた片開分岐で、本線側が1線スルー状になっていた。

## 駅跡
設備は一切撤去されたが、駅のあったことを記念する石碑が立っている。

## 隣の駅
日本国有鉄道
札沼線
雨竜駅 - <中雨竜仮乗降場> - 石狩追分駅 - 渭ノ津駅